# Mortes em agosto de 2011
Mortes em 2011: ← Janeiro – Fevereiro – Março – Abril – Maio – Junho – Julho – Agosto – Setembro – Outubro – Novembro – Dezembro →
Esta é uma relação de pessoas notáveis que morreram durante o mês de agosto de 2011, listando nome, nacionalidade, ocupação e ano de nascimento. 

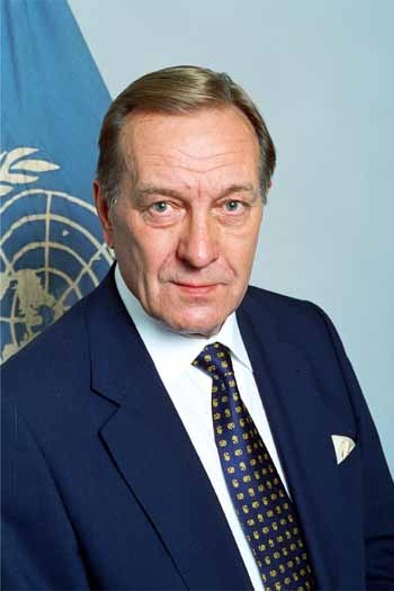
Harri Holkeri, político finlandês.

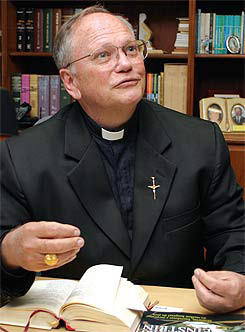
Bruno Gamberini, religioso brasileiro.

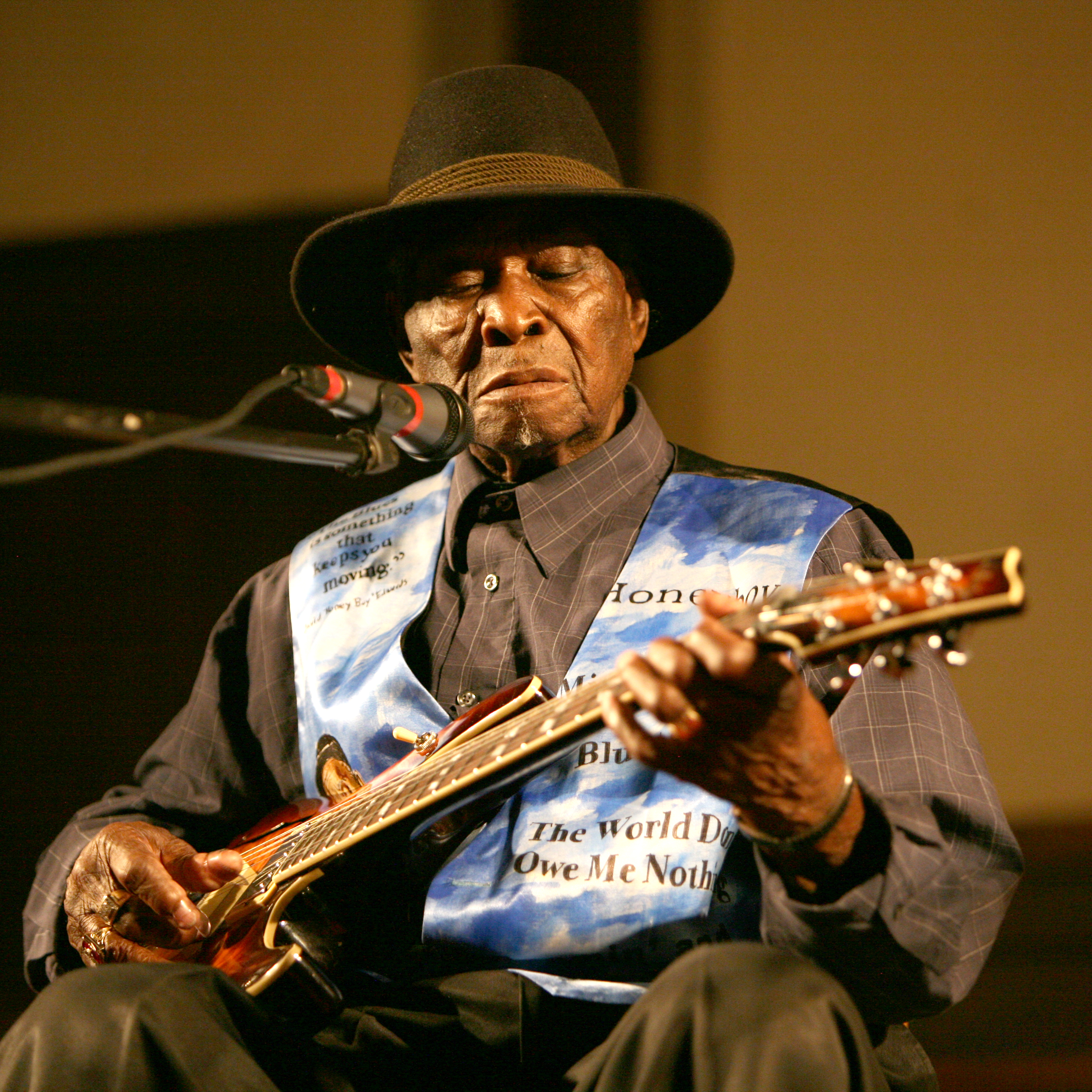
David "Honeyboy" Edwards, músico estadunidense.

| Dia | Nome                     | Profissão ou motivo de reconhecimento | Nacionalidade  | Ano de nasc. | Ref    |
| --- | ------------------------ | ------------------------------------- | -------------- | ------------ | ------ |
| 1   | Belkis Valdman           | Cientista                             | Turquia        | 1942         | [ 1 ]  |
| 1   | Florentina Gómez Miranda | Ativista                              | Argentina      | 1912         | [ 2 ]  |
| 1   | Ivan Mesquita            | Ator                                  | Brasil         | 1932         | [ 3 ]  |
| 2   | Baruj Benacerraf         | Imunologista                          | Venezuela      | 1920         | [ 4 ]  |
| 2   | Ítalo Rossi              | Ator                                  | Brasil         | 1931         | [ 5 ]  |
| 3   | Annette Charles          | Atriz                                 | Estados Unidos | 1948         | [ 6 ]  |
| 3   | Bubba Smith              | Ator                                  | Estados Unidos | 1945         | [ 7 ]  |
| 4   | Naoki Matsuda            | Futebolista                           | Japão          | 1977         | [ 8 ]  |
| 5   | Andrzej Lepper           | Político                              | Polónia        | 1954         | [ 9 ]  |
| 6   | Henri Tisot              | Ator                                  | França         | 1937         | [ 10 ] |
| 7   | Harri Holkeri            | Político                              | Finlândia      | 1937         | [ 11 ] |
| 7   | Hugh Carey               | Político                              | Estados Unidos | 1919         | [ 12 ] |
| 7   | Leo Mattioli             | Músico                                | Argentina      | 1972         | [ 13 ] |
| 7   | Nancy Wake               | Espiã                                 | Nova Zelândia  | 1912         | [ 14 ] |
| 7   | Roberto José Pinto       | Político                              | Brasil         | 1944         | [ 15 ] |
| 8   | Guillermo Zarur          | Ator                                  | México         | 1932         | [ 16 ] |
| 8   | Walter Abrahão           | Jornalista                            | Brasil         | 1931         | [ 17 ] |
| 10  | Billy Grammer            | Cantor                                | Estados Unidos | 1925         | [ 18 ] |
| 11  | Ignacio Flores           | Futebolista                           | México         | 1953         | [ 19 ] |
| 13  | Topi Sorsakoski          | Cantor                                | Finlândia      | 1952         | [ 20 ] |
| 14  | Annibal Barcellos        | Político                              | Brasil         | 1918         | [ 21 ] |
| 14  | Marcos Barreto           | Ator                                  | Brasil         | 1959         | [ 22 ] |
| 14  | Paul Reeves              | Religioso e político                  | Nova Zelândia  | 1932         | [ 23 ] |
| 15  | Betty Thatcher           | Escritora                             | Inglaterra     | 1944         | [ 24 ] |
| 16  | Andrej Bajuk             | Político e economista                 | Eslovênia      | 1943         | [ 25 ] |
| 17  | Augustus Aikhomu         | Militar e político                    | Nigéria        | 1939         | [ 26 ] |
| 17  | Pierre Quinon            | Atleta                                | França         | 1962         | [ 27 ] |
| 18  | Jean Tabary              | Quadrinista                           | França         | 1930         | [ 28 ] |
| 19  | Raúl Ruiz                | Cineasta                              | Chile          | 1941         | [ 29 ] |
| 21  | Antônio Barros de Castro | Economista                            | Brasil         | 1938         | [ 30 ] |
| 22  | Jerry Leiber             | Compositor                            | Estados Unidos | 1933         | [ 31 ] |
| 22  | Nick Ashford             | Cantor e compositor                   | Estados Unidos | 1941         | [ 32 ] |
| 24  | Alfons Van Brandt        | Futebolista                           | Bélgica        | 1927         | [ 33 ] |
| 24  | Frank DiLeo              | Empresário                            | Estados Unidos | 1947         | [ 34 ] |
| 25  | Michael Showers          | Ator                                  | Estados Unidos | 1966         | [ 35 ] |
| 26  | Rita Furtado             | Política                              | Brasil         | 1941         | [ 36 ] |
| 26  | Alojzij Ambrožič         | Religioso                             | Eslovênia      | 1930         | [ 37 ] |
| 27  | Amadio Vettoretti        | Historiador                           | Brasil         | 1939         | [ 38 ] |
| 27  | Heribert Barrera         | Político                              | Espanha        | 1917         | [ 39 ] |
| 27  | Rodolfo Fernandes        | Jornalista                            | Brasil         | 1963         | [ 40 ] |
| 28  | Dom Bruno Gamberini      | Religioso                             | Brasil         | 1950         | [ 41 ] |
| 29  | David "Honeyboy" Edwards | Músico                                | Estados Unidos | 1915         | [ 42 ] |
| 29  | Mark Ovendale            | Futebolista                           | Inglaterra     | 1973         | [ 43 ] |
| 29  | Walmor Bergesch          | Jornalista                            | Brasil         | 1938         | [ 44 ] |
| 30  | Fernando Ferretti        | Futebolista                           | Brasil         | 1949         | [ 45 ] |
| 30  | Homero Icaza Sánchez     | Executivo de televisão                | Panamá         | 1925         | [ 46 ] |
| 30  | Pinheiro                 | Futebolista                           | Brasil         | 1932         | [ 47 ] |
| 31  | Abderrahmane Mahjoub     | Futebolista                           | Marrocos       | 1929         | [ 48 ] |
| 31  | José Meirelles Passos    | Jornalista                            | Brasil         | 1949         | [ 49 ] |
| 31  | Wade Belak               | Jogador de hóquei                     | Canadá         | 1976         | [ 50 ] |